# Olga Bisera
Biser Vukotić, coneguda artísticament com a Olga Bisera, Olga Biser, Olga Bis o simplement Bisera (Mostar –antiga Iugoslàvia, actual Bòsnia i Hercegovina–, 26 de maig de 1944) és una actriu retirada, productora, periodista i escriptora, allunyada de la indústria cinematogràfica des de començaments de la dècada de 1980.
Com a intèrpret de gairebé una vintena de pel·lícules tant de sèrie B, en les quals prevalen els continus nus parcials i/o totals, com de autor, després de graduar-se en l'Acadèmia de Teatre, Cinema, Ràdio i Televisió de Belgrad en 1968 amb el professor Mat Milošević, va aconseguir un període de particular notorietat entre els anys 1969 i 1982. Com «noia Bond», va participar en la cinta The Spy Who Love Me (L'espia que em va estimar) amb Roger Moore. També en aquells dies, va posar com a model per a «revistes per a homes» com Playmen (Itàlia), Interviú (Espanya), Cinema Revue Magazine (França, 25 abr. 1974), etc.
En la seva faceta d'escriptora, va publicar en 2009 el llibre Ho sedotto il potere (Gremese Editore, ISBN 978-8884405975), en el qual la veterana actriu entrevista a grans personalitats de la política internacional com Moammar al-Gaddafi (la periodista, acusada de ficar-se al llit amb el mandatari libi, va declarar: «Només el vaig entrevistar»), Hussein I de Jordània, Bettino Craxi, James Mancham, Sarkozy o Carla Bruni.

## Filmografia
- Deca vojvode Smita (1967)
- Castle Keep (1969)
- Beati i ricchi (1972)
- L'uccello migratore (1972)
- Super Fly T.N.T. (1973)
- Diario segreto da un carcere femminile (1973)
- Ancora una volta prima di lasciarci (1973)
- Amore libero - Free Love (1974)
- Un sussurro nel buio (1976)[5][6]
- Culastrisce nobile veneziano (1976)
- La vergine, il toro e il capricorno (1977)[7][8]
- L'occhio dietro la parete (1977)
- L'espia que em va estimar (1977)
- 6000 km di paura (1978)
- Christa, folle de son sexe (1980)[9]
- La sconosciuta (1982)